# Paranectriella miconiae
Paranectriella miconiae är en svampart som först beskrevs av Frank Lincoln Stevens, och fick sitt nu gällande namn av Rossman 1987. Paranectriella miconiae ingår i släktet Paranectriella och familjen Tubeufiaceae.   Inga underarter finns listade i Catalogue of Life.